# 81. Internationale Sechstagefahrt

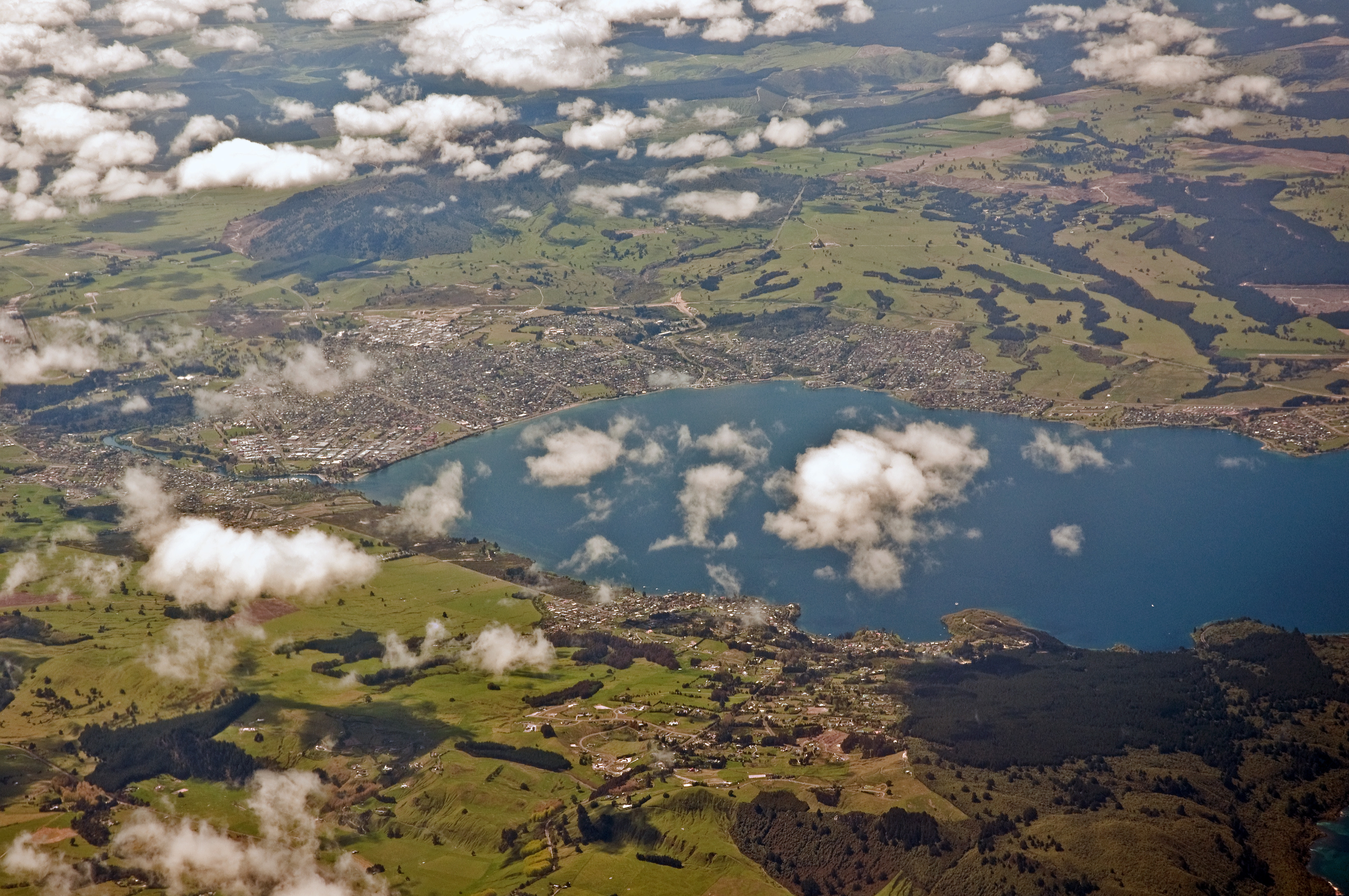
Taupō (Bildmitte), Start- und Zielort der einzelnen Etappen

Die 81. Internationale Sechstagefahrt war die Mannschaftsweltmeisterschaft im Endurosport und fand vom 14. bis 19. November 2006 im neuseeländischen Taupō sowie der näheren Umgebung auf der Nordinsel statt. Die Nationalmannschaft Finnlands konnte zum siebten Mal die World Trophy gewinnen. Die Nationalmannschaft der Vereinigten Staaten konnte zum ersten Mal die Junior World Trophy gewinnen.

## Wettkampf

### Organisation
Die Veranstaltung fand zum ersten Mal in Neuseeland sowie zum sechsten Mal außerhalb von Europa statt.
Am Wettkampf nahmen 22 Teams für die World Trophy, 16 für die Junior Trophy und 135 Clubteams aus insgesamt 31 Nationen teil.
Deutschland nahm an der World Trophy, Junior Trophy sowie mit sechs Clubmannschaften teil. Aus Österreich nahmen eine Clubmannschaft teil, Fahrer aus der Schweiz waren nicht am Start.

### 1. Tag
Die Tagesetappe führte über insgesamt rund 200 Kilometer. Darin enthalten waren vier Moto-Cross- und ein Enduro-Test als Sonderprüfungen. Das Wetter war niederschlagsfrei.
Nach dem ersten Fahrtag führte in der World-Trophy-Wertung das Team aus Frankreich vor Finnland und Spanien. Das deutsche Team lag auf dem 12. Platz.
In der Junior-Trophy-Wertung führte das französische Team vor den Vereinigten Staaten und Australien. Das deutsche Team lag auf dem 5. Platz.
Die Clubwertung führte der tschechische Motoklub Jiretin Topservis vor Italy 1 und dem MA - Macarthur MCC 1 aus Australien an. Beste deutsche Clubmannschaft war DMSB 2/ADMV auf dem 14. Platz. Das Austria Club Team belegte den 49. Platz.

### 2. Tag
Die Streckenlänge des einmal zu absolvierenden Rundkurses betrug rund 260 Kilometer. Es waren zwei Moto-Cross sowie drei Enduro-Tests zu fahren. In der Nacht zuvor gab es starke Regenschauer, der Tag selbst blieb niederschlagsfrei.
Die World-Trophy-Wertung führte die Mannschaft Finnlands vor Frankreich und Spanien an. Das deutsche Team verbesserte sich auf den 11. Platz.
In der Junior-Trophy-Wertung führte das Team der Vereinigten Staaten vor Frankreich und Australien. Das deutsche Team verbesserte sich auf den 4. Platz.
In der Clubwertung führte weiter der tschechische Motoklub Jiretin Topservis vor dem australischen MA - Macarthur MCC 1 und dem Motoklub Jiretin Pfanner. Die deutsche Clubmannschaft DMSB 2/ADMV verbesserte sich auf den 9. Platz. Das Austria Club Team verbesserte sich auf den 33. Platz.

### 3. Tag
Die Strecke des dritten Tages war die nur leicht veränderte Etappe des Vortags, die Zahl und Art der Sonderprüfungen war ebenfalls gleich. Fast den gesamten Tag gab es Regen, der den Streckenuntergrund teilweise aufweichte. 
In der World-Trophy-Wertung wie am Vortag Finnland vor Frankreich und Spanien. Das deutsche Team lag unverändert auf dem 11. Platz.
Die Junior-Trophy-Wertung führte ebenfalls unverändert das Team der Vereinigten Staaten vor Frankreich und Australien an. Das deutsche Team lag unverändert auf dem 4. Platz.
In der Clubwertung ergaben sich bei den Top 3 keine Änderungen. Es führte unverändert der tschechische Motoklub Jiretin Topservis vor dem australischen MA - Macarthur MCC 1 und dem Motoklub Jiretin Pfanner. Das Austria Club Team verbesserte sich weiter auf den 27. Platz. Die deutsche Clubmannschaft DMSB 2/ADMV hatte einen Fahrerausfalls zu verzeichnen und rutschte auf den 58. Platz ab. Beste deutsche Clubmannschaft war nun DMSB 4 ADAC Württemberg auf dem 32. Platz.

### 4. Tag
Die vierte Tagesetappe führte über rund 260 Kilometer, an Sonderprüfungen waren drei Moto-Cross- und zwei Enduro-Tests enthalten. Das Wetter war weiter regnerisch.
Am Ende des vierten Fahrtags führte in der World-Trophy-Wertung weiter unverändert Team Finnland vor Frankreich und Spanien. Das deutsche Team behauptete weiter den 11. Platz.
In der Junior-Trophy-Wertung führte nach wie vor die Mannschaft der Vereinigten Staaten vor Frankreich und Australien. Das deutsche Team büßte einen Platz ein und lag jetzt auf dem 5. Rang.
Die Clubwertung führte nach wie vor der tschechische Motoklub Jiretin Topservis vor dem australischen MA - Macarthur MCC 1 und dem Motoklub Jiretin Pfanner an. Das Austria Club Team verbesserte sich auf den 25. Platz. Die deutsche Clubmannschaft DMSB 4 ADAC Württemberg verbesserte sich auf den 28. Platz.

### 5. Tag
Die Strecke des fünften Fahrtags war wieder die nur leicht veränderte Strecke des Vortags, die Sonderprüfungen waren ebenfalls gleich. Es herrschte weiter starker Regen.
Die Zwischenstände nach dem fünften Fahrtag: In der World-Trophy-Wertung führte weiter das finnische Team vor Frankreich und Spanien. In der deutschen Mannschaft schied Ralf Dennenmoser aus. Damit war zwar das tägliche Streichresultat aufgebraucht, die deutsche Mannschaft behauptete dadurch jedoch weiter den 11. Platz.
In der Junior Trophy führte weiter die Mannschaft der Vereinigten Staaten vor Frankreich und Australien. Das deutsche Team lag unverändert auf dem 5. Platz.
Auch bei den führenden Mannschaften der Clubwertung ergab sich keine Änderung. Es führte der tschechische Motoklub Jiretin Topservis vor dem australischen MA - Macarthur MCC 1 und dem Motoklub Jiretin Pfanner. Das Austria Club Team verbesserte sich noch einmal um einen Platz auf den 24. Rang. Beste deutsche Clubmannschaft war der DMSB 2/ADMV auf dem 37. Platz.

### 6. Tag
Am letzten Fahrtag wurde nur eine kurze Etappe von rund 30 Kilometern gefahren. Nach den zahlreichen Regentagen zeigte sich das Wetter von seiner sonnigen Seite.
Das Abschlussrennen fand auf der Digger McEwen Motocross Track am östlichen Stadtrand von Taupō statt.

## Endergebnisse

### World Trophy
| Platz | Team                   | Zeit        |
| ----- | ---------------------- | ----------- |
| 1.    | Finnland               | 9:50,59     |
| 2.    | Frankreich             | 24:59,89    |
| 3.    | Spanien                | 29:56,83    |
| 4.    | Italien                | 33:15,53    |
| 5.    | Schweden               | 34:01,32    |
| 6.    | Australien             | 34:42,04    |
| 7.    | Neuseeland             | 52:29,65    |
| 8.    | Slowakei               | 1:08:23,57  |
| 9.    | Vereinigtes Königreich | 1:10:49,34  |
| 10.   | Vereinigte Staaten     | 1:15:41,78  |
| 11.   | Deutschland            | 1:42:23,79  |
| 12.   | Belgien                | 1:47:49,22  |
| 13.   | Kanada                 | 1:52:49,94  |
| 14.   | Irland                 | 2:48:57,76  |
| 15.   | Japan                  | 2:52:01,52  |
| 16.   | Mexiko                 | 3:00:08,09  |
| 17.   | Chile                  | 7:51:18,78  |
| 18.   | Niederlande            | 10:49:55,40 |
| 19.   | Griechenland           | 11:24:53,60 |
| 20.   | Venezuela              | 11:39:57,60 |
| 21.   | Ungarn                 | 15:28:17,10 |
| 22.   | Polen                  | 20:46:19,30 |

### Junior World Trophy
| Platz | Team                   | Zeit        |
| ----- | ---------------------- | ----------- |
| 1.    | Vereinigte Staaten     | 16:27,77    |
| 2.    | Frankreich             | 24:47,55    |
| 3.    | Australien             | 28:21,98    |
| 4.    | Deutschland            | 30:34,31    |
| 5.    | Italien                | 31:48,25    |
| 6.    | Vereinigtes Königreich | 34:20,03    |
| 7.    | Finnland               | 35:48,63    |
| 8.    | Niederlande            | 36:29,01    |
| 9.    | Spanien                | 42:55,11    |
| 10.   | Neuseeland             | 51:44,27    |
| 11.   | Schweden               | 53:40,17    |
| 12.   | Kanada                 | 1:04:11,97  |
| 13.   | Chile                  | 2:13:06,37  |
| 14.   | Portugal               | 7:09:27,06  |
| 15.   | Mexiko                 | 9:34:38,38  |
| 16.   | Venezuela              | 18:59:10,20 |

### Club Team Award
| Platz                      | Team                                             | Zeit        |
| -------------------------- | ------------------------------------------------ | ----------- |
| 1.                         | Motoklub Jiretin Topservis                       | 28:02,38    |
| 2.                         | MA - Macarthur MCC 1                             | 41:19,50    |
| 3.                         | Motoklub Jiretin Pfanner                         | 48:45,28    |
| 4.                         | Trail Riders of Houston                          | 53:42,60    |
| 5.                         | Motoklub Jiretin Batex                           | 1:01:26,33  |
| 6.                         | Gota MS                                          | 1:08:28,56  |
| 7.                         | GoFasters.com                                    | 1:15:48,06  |
| 8.                         | Merced Dirt Riders                               | 1:19:26,32  |
| 9.                         | Rodney 2                                         | 1:20:38,68  |
| 10.                        | Motorcycle Club of Wales A Team                  | 1:20:58,20  |
| 000{\displaystyle \vdots } |                                                  |             |
| 24.                        | Austria Club Team                                | 1:59:57,59  |
| 000{\displaystyle \vdots } |                                                  |             |
| 36.                        | DMSB 2/ADMV                                      | 3:12:32,22  |
| 000{\displaystyle \vdots } |                                                  |             |
| 56.                        | DMSB 4 ADAC Württemberg                          | 5:57:45,61  |
| 000{\displaystyle \vdots } |                                                  |             |
| 61.                        | DMSB 5/ADAC Pfalz - Südbayern - Hessen/Thüringen | 6:35:22,96  |
| 000{\displaystyle \vdots } |                                                  |             |
| 74.                        | DMSB 2/DMV/ADAC Hessen Thüringen                 | 9:04:19,38  |
| 000{\displaystyle \vdots } |                                                  |             |
| 97.                        | DMSB 1/ADAC Niedersachsen/Sachsen Anhalt-Sachsen | 13:13:54,10 |
| 000{\displaystyle \vdots } |                                                  |             |
| 122.                       | DMSB 6/DMV - ADAC Nordrhein                      | 22:14:21,70 |

### Manufacturer's Team Award
| Platz | Team                | Zeit        |
| ----- | ------------------- | ----------- |
| 1.    | KTM Factory 1       | 2:34,32     |
| 2.    | KTM Factory 2       | 8:08,30     |
| 3.    | Yamaha UFO Course A | 8:45,85     |
| 4.    | Honda HM 1          | 10:40,86    |
| 5.    | Husaberg 1          | 13:08,08    |
| 6.    | TM Racing 1         | 19:43,49    |
| 7.    | HUSQVARNA 1         | 28:13,82    |
| 8.    | GAS GAS             | 29:11,51    |
| 9.    | Honda HM 2          | 29:11,53    |
| 10.   | Yamaha UFO Course B | 29:38,22    |
| 11.   | Husaberg 2          | 30:56,18    |
| 12.   | Honda HM Nederland  | 33:17,98    |
| 13.   | HUSQVARNA 2         | 34:32,45    |
| 14.   | YAMAHA NEDERLAND    | 42:44,03    |
| 15.   | HUSQVARNA 3         | 1:58:26,76  |
| 16    | TM Racing 2         | 6:36:20,56  |
| 17.   | KTM NEDERLAND       | 10:20:53,40 |
| 18.   | KTM Factory 3       | 11:34:37,50 |

### Einzelwertung
| Klasse | Starter | Gold | Silber | Bronze | Ausfall/Disqualifikation | Klassensieger (Motorrad) | Zeit       |
| ------ | ------- | ---- | ------ | ------ | ------------------------ | ------------------------ | ---------- |
| E1 (a) | 209     | 28   | 90     | 37     | 54                       | Juha Salminen            | 2:31:19,08 |
| E2 (b) | 278     | 47   | 107    | 53     | 71                       | Samuli Aro               | 2:34:15,10 |
| E3 (c) | 113     | 28   | 36     | 24     | 25                       | Marko Tarkkala           | 2:37:24,63 |
| Gesamt | 600     | 103  | 233    | 114    | 150                      |                          |            |

## Teilnehmer
| Staat                  | World Trophy Team | Junior World Trophy Team                                                                                              | Club-Teams |
| ---------------------- | --- | --- | --- |
| Australien             | Damian Smith (Husqvarna 125) Glenn Kearney (Suzuki 250) Stefan Merriman (Yamaha 250) Anthony Jae Roberts (Yamaha 250) Bradley Williscroft (KTM 300) Jake Stapleton (TM 250)                     | Christopher Hollis (Yamaha 250) Blake Hore (Yamaha 450) Joshua Strang (Kawasaki 250) Darren Lloyd (TM 300)            | MA - Capricorn Dirt Riders MA - Central Coast Dirt Riders MCC MA - Dandenong MCC 1 MA - Dandenong MCC 2 MA - Gawler - SA Dirt Bikes - Dirty Bits MA - Gawler MCC 1 MA - Gum Valley MCC MA - Lower Mountains MCC - Yamaha MA - Macarthur MCC 1 MA - Melton MCC MA - Oyster Bay MCC 1 MA - Oyster Bay MCC 2 MA - Oyster Bay MCC 3 MA - Southside MCC 1 - Geoff Udy Yamaha Qld MA - Southside MCC 2 - Team moto MA - Southside MCC 3 MA - Trail & Enduro MCC 1 - ACERBIS/PIVO PEGZ MA - Trail & Enduro MCC 2 MA - Trail & Enduro MCC 3 MA - Trail & Enduro MCC 4 |
| Belgien                | Joel Smets (Suzuki 450) Thierry Klutz (Sherco 450) Jean-Francois Goblet (GasGas 250) Marc Fraikin (KTM 250) Pierre Saeys (KTM 450) Frank Lorge (KTM 450)                                        | | Club 1 Club 2 |
| Chile                  | Ricardo Leon (Honda 250) Nicola Urrutia (Yamaha 250) Vicente Israel (Honda 450) Francisco Ramdohr (Honda 490) Gabriel Benoit (Honda 450) Josue Smith (Honda 450)                                | Benjamin Israel (Honda 450) Vicente Garcia Huidobro (Honda 250) Konrad Burchardt (Honda 450) Daniel Gouet (Honda 250) | Club |
| Deutschland            | Mark Risse (GasGas 250) Ralf Dennenmoser (Beta 510) Udo Grellmann (Beta 510) André Decker (KTM 300) Dirk Peter (KTM 125) Stefan Geyer (Suzuki 450)                                              | Marcus Kehr (KTM 510) Bert Meyer (KTM 510) Mike Hartmann (KTM 250) Andreas Beier (KTM 250)                            | DMSB 1/ADAC Niedersachsen/Sachsen Anhalt-Sachsen DMSB 2/ADMV DMSB 2/DMV/ADAC Hessen Thüringen DMSB 4 ADAC Württemberg DMSB 5/ADAC Pfalz - Südbayern - Hessen/Thüringen DMSB 6/DMV - ADAC Nordrhein |
| Dänemark               | | | Denmark Club Team |
| Finnland               | Mika Ahola (Honda) Samuli Aro (KTM 450) Jari Mattila (Honda) Petri Pohjamo (TM 125) Juha Salminen (KTM 250) Marko Tarkkala (KTM 525)                                                            | Roni Nikander (KTM) Eero Reemes (Honda 250) Valtteri Salonen (Husaberg) Patrick Wikman (KTM)                          | Kangasalan Moottorikerho (2 Fahrer) (d) KTM Cross Country Club |
| Frankreich             | Emmanuel Alpepart (Honda 450) Johnny Aubert (Yamaha 450) David Frétigné (Yamaha 250) Marc Germain (Yamaha 250) Sébastien Guillaume (GasGas 300) Fabien Planet (KTM 300)                         | Marc Bourgeois (Husqvarna) Julien Dubac (KTM 125) Julien Gauthier (Honda 250) Christophe Nambotin (Husqvarna 510)     | Association Des Sports Mecaniques de Noumea Elite Moto Moto Club Bourail Moto Club Paita Moto Club Poya Nepoui Moto Club Tracer |
| Griechenland           | Adamos Prassos (KTM 250) Panyiotis Maniatis (Husqvarna 250) Dimitris Kokkinos (KTM 525) Vasileios Orfanos (Aprilia 450) Stamatis Mantas (Husqvarna 250) Dimitris Athanasoulopoulos (Yamaha 250) | | |
| Irland                 | Adrian Lappin (TM 450) Vinnie Fitzsimon (Honda 250) Chris Matthews (KTM 450) Philip Powderly (TM 125) Raymond Tolan (Yamaha 450) Gordon Clarke (TM 300)                                         | | TORC 1 TORC 2 |
| Italien                | Simone Albergoni (Honda 250) Maurizio Micheluz (Yamaha 250) Roberto Bazzurri (Husqvarna 250) Fabrizio Dini (Yamaha 450) Alessio Paoli (TM 300) Alessandro Zanni (Aprilia 500)                   | Thomas Oldrati (Husqvarna 125) Carlo Conforti (Honda 250) Oscar Balletti (Honda 250) Vanni Cominotto (Kawasaki 250)   | Intimiano N. Noseda Italy 1 Italy 2 Italy 3 Italy 4 Toscana |
| Japan                  | Kenji Suzuki (Yamaha 250) Hiroki Fujiwara (Yamaha 250) Iwao Hakata (GasGas 300) Masahito Takahashi (Yamaha 250) Yutaro Uchiyama (Yamaha 250) Tomoyasu Ikeda (Husqvarna 250)                     | | Club Hayate Club Last Samurai Fuku Club |
| Kanada                 | Patrick Beaule (KTM 250) Shane Cuthbertson (KTM 250) Klade Glasgow (KTM 250) Ian McKill (KTM 250) Jamie Skinner (KTM 250) Kelly Graffunder (KTM 300)                                            | Marlon Baker (KTM 250) Cory Graffunder (KTM 250) Geoff Nelson (KTM 250) Derrick Sproule (KTM 525)                     | Halton Off Road Riders Club CMA SMC Club Steel City Riders Unity Club |
| Mexiko                 | Alejandro Sanchez Aldana (KTM 525) Federico Goeters (KTM 250) Alberto Quijano (Husqvarna 250) Jaime Garcia (KTM 300) Jean Paul Medina Cortes (Yamaha 450) Jose Luis Rubio (Husqvarna 250)       | Arturo Arino (KTM 300) Pablo Swaine (Husqvarna 450) Farid Assmar (Husqvarna 450) Luis Mata (Husqvarna 250)            | Enduro Guadalajara 1 Enduro Guadalajara 2 Mexico Club Mexico Club 2 Monterrey Monterrey 2 |
| Neuseeland             | Shane King (Honda 450) Paul Whibley (Honda 250) Chris Birch (KTM 300) Cameron Negus (Yamaha 250) Lachlan Columb (Suzuki 250) Darryl King (Yamaha 250)                                           | Adrain Smith (Honda 250) Karl Power (Husaberg 450) Michael Phillips (Kawasaki 250) Jason Davis (KTM 250)              | Bush Riders 1 Bush Riders 2 Bush Riders 3 Central Hawkes Bay Central Otago Christchurch Christchurch Off Road Gisborne Hawkes Bay Ixion Maungatoroto Mosgiel 1 Mosgiel 2 NZ Army Team Raglan Rodney 1 Rodney 2 Southland Taupo 1 Taupo 2 Te Puke 1 Te Puke 2 Thames Valley A Team Thames Valley B Team Waitemata 1 Waitemata 2 Waitemata 3 Waitemata 4 Wanganui Whangarei |
| Niederlande            | Amel Advokaat (Suzuki 450) Erik Davids (KTM 525) Erwin Plekkenpol (KTM 525) Ralph Hubers (Yamaha 250) Mark Wassink (KTM 250) Michel Visser (Yamaha 450)                                         | Hans Vogels (Yamaha 450) Erald Lammertink (Yamaha 250) Mike Kock (Honda 250) Jirry van Veen (Yamaha 250)              | Netherlands Club 1 Netherlands Club 2 Netherlands Club 3 Netherlands Club 4 |
| Österreich             | | | Austria Club Team |
| Polen                  | Bartosz Oblucki (Husqvarna 510) Michal Szuster (Yamaha 250) Lukasz Kurowski (Honda 250) Marek Przybysz (Honda 450) Marek Swiderski (Honda 250) Pawel Swiderski (Honda 450)                      | | PZM Club Team |
| Portugal               | | Gustavo Gaudêncio (Husqvarna 250) Gonçalo Reis (KTM 250) António Maio (Yamaha 250) Paulo Felícia (Beta 450)           | Portugal Club Team |
| Slowakei               | Jaroslav Katrinak (KTM) Stefan Svitko (KTM) Ivan Jakes (GasGas 300) Radek Matoska (KTM) Robert Kapajcik (Yamaha 250) Zlatko Novosad (GasGas 250)                                                | | |
| Spanien                | Iván Cervantes (KTM 250) Xacob Agra (KTM 450) Joan Jou (Yamaha 450) Oriol Mena (GasGas 300) Cristobal Guerrero (GasGas 300) Xavier Galindo (KTM 525)                                            | Guillem Parres (GasGas 125) Armand Monleon (KTM 450) Lorenzo Santolino (KTM 450) Lucas Puerta (KTM 525)               | A.C Baldrich Moto Club Igulalda Atico Competicion Club Team Moto Club Sitges Motorrad Espana Club Team |
| Südafrika              | | | South Africa Club Team |
| Schweden               | Björne Carlsson (Husaberg 500) Joakim Ljunggren (Husaberg 450) Andreas Toresson (Husaberg 450) Daniel Persson (Husaberg 500) Fredrik Georgsson (KTM 250) Niklas Gustavsson (KTM 250)            | Jonas Karlsson (KTM 450) Sebastian Adielsson (Honda 250) Rikard Wressel (Husaberg 450) Emil Carlsson (KTM 450)        | Enduro Team Ostra 1 Enduro Team Ostra 2 Gota MS Swedish Armed Force Swedish Womens Enduro Team |
| Tschechien             | | | KBS UAMK team UNHOST Motoklub Jiretin Batex Motoklub Jiretin Krimistop Motoklub Jiretin Mitas (2 Fahrer) (d) Motoklub Jiretin Pfanner Motoklub Jiretin Topservis |
| Ungarn                 | Tamas Boros (KTM 250) Janos Desi (Honda 250) Peter Katai (KTM 250) Ivan Banga (KTM 300) Norbert Kovacs (KTM 250) Aros Varga (KTM 300)                                                           | | |
| Venezuela              | Pedro Gonzalez (KTM 525) Fernando Macia (Yamaha 250) Raul Cutillas (KTM 450) Rafael Eraso (KTM 450) Ricardo Gimon (KTM 450) Nicolás Cardona (KTM 450)                                           | Dario Castellano (KTM 450) Christian Birarda (KTM 250) Fabian Birarda (KTM 525) Juan Luis Vargas (KTM 250)            | |
| Vereinigtes Königreich | Richard Hay (KTM 125) Edward Jones (KTM 250) Chris Hockey (Husqvarna 250) Dylan Jones (Yamaha 250) Andrew Edwards (KTM 125) Evan McConnell (TM 530)                                             | Simon Wakeley (Honda 250) Daryl Bolter (Husqvarna 250) Tom Sagar (Honda 250) Jason Francis Thomas (KTM 250)           | British Armed Forces Motorcycle Assn Dyfed Dirt Bike Club I.O.M Club Team Motorcycle Club of Wales A Team Motorcycle Club of Wales B Team North Riding MC R.A.F Team Rydale MC St George MCC West of England Witley Warriors W.T.R.A |
| Vereinigte Staaten     | Jimmy Jarrett (Suzuki 250) Paul Neff (KTM 525) Ron Schmelzle (Yamaha 125) Fred Hoess (GasGas 250) Aaron Kopp (KTM 250) Eric Bailey (GasGas 300)                                                 | Kurt Caselli (KTM 250) Ricky Dietrick (Kawasaki 250) Russell Bobbitt (KTM 250) David Pearson (KTM 525)                | Boise Ridge Riders Desert MC Dirt Diggers GoFasters.com JAFMAR Racing Merced Dirt Riders Missouri Mudders Sugar Mama Racing Team Oregon Trail Riders of Houston |